# Tadeusz Bajwoluk
Tadeusz Bajwoluk (ur. 1 maja 1930 w Honiatyczach, zm. 30 czerwca 2021) – architekt wnętrz, pedagog i malarz. Projektował liczne wnętrzna użytkowe, a także malowidła ścienne, mozaiki i sgraffita. Jego kompozycje mozaikowe znajdowały się w Krakowie, Żywcu (Zakłady Futrzarskie), Bielsku-Białej (Befa) i Łebie.

## Życiorys
W 1956 roku ukończył studia na Wydziale Architektury Wnętrz Państwowej Wyższej Szkoły Sztuk Plastycznych we Wrocławiu. Kształcił się u prof.: Tadeusza Broniewskiego, Stanisława Dawskiego, Stanisława Pękalskiego i Władysława Winczego.
Był współtwórcą Pawilonu Plastyków i jego programu, a także prezesem bielskiego Zarządu Oddziału ZPAP w latach 1961–1964. Z jego inspiracji w 1961 roku powstała Grupa Beskid, do której należeli czołowi bielscy malarze, m.in. Ignacy Bieniek, Kazimierz Kopczyński i Zenobiusz Zwolski. Zaangażowany w powstanie bielskiej galerii BWA. W latach 1968–1969 był dyrektorem Państwowego Liceum Sztuk Plastycznych w Bielsku-Białej.

## Wybrane realizacje projektów wnętrz
- Schronisko na Klimczoku (1958)[1]
- Bar „Ekspres” w Bytomiu (1959)[1]
- Dom Kultury Kopalni „Marcel” w Radlinie[1]
- Biuro Podróży „Orbis” w Bielsku-Białej (1960)[1]
- Pawilon Plastyków w Bielsku-Białej (1960)[5]
- Dom Muzyki w Bielsku-Białej (1961)[1]
- Kawiarnia „Parkowa” w Bielsku-Białej (1961)[1]
- Sklep „Merino” w Bielsku-Białej (1961)[1]
- Dom Wczasowy BPIS w Łebie (1963)[1]
- Miejska Biblioteka Publiczna w Bielsku-Białej (1969/70)[1]

## Wybrane wystawy
- Ogólnopolska Wystawa AW i SD, „Zachęta”, Warszawa 1958[1],
- Wystawa śląskiej architektury, Katowice 1961[1],
- Polskie Dzieło Plastyczne w XV-lecie PRL – wystawa architektury wnętrz, Warszawa 1963[1]
- „Przemysł śląski w grafice”, Muzeum Śląskie, Wrocław 1965[1],
- Dwadzieścia lat PRL w twórczości plastycznej – okręgowa wystawa malarstwa i grafiki, Katowice 1965[1],
- Ogólnopolska Wystawa Malarstwa „Bielska Jesień”, Bielsko-Biała 1966, 1967[1],
- Międzynarodowa Wystawa Architektury i Grafiki Wystawienniczej „Brno 68”, Brno (CSRS) 1968[1],
- Polska sztuka użytkowa w XXV-lecie PRL – wystawa projektowania wystawiennictwa i imprez masowych, „Zachęta”, Warszawa 1969[1],
- 25 lat plastyki w województwie katowickim – wystawa malarstwa, grafiki, architektury wnętrz, Muzeum Górnośląskie, Bytom 1970[1]

## Najważniejsze nagrody
- Brązowy medal na Krajowych Targach w Poznaniu za projekt wnętrza pawilonu ekspozycji tkanin ZPW „Południe” w Bielsku-Białej (1959)[1]
- Nagroda Centralnej Rady Związków Zawodowych w Warszawie za pracę artystyczno-zawodową i upowszechnianie plastyki (1963)[1]
- Nagroda Prezydium WRN w Katowicach za pracę twórczą i upowszechnianie plastyki na Śląsku (1964)[1],
- Druga nagroda (współpraca: Jan Grabowski) w konkursie na projekt akcentu architektoniczno-rzeźbiarskiego na pl. 22 Lipca w Katowicach (1965)[1].